# داوود محمدی (نماینده تهران)
داوود محمدی (زاده ۱۳۲۹ قم) سیاستمدار اصلاح طلب و نماینده سابق مردم تهران، ری، شمیرانات، اسلامشهر و پردیس، در دهمین دوره مجلس شورای اسلامی است.

او دارای مدرک کارشناسی ارشد علوم سیاسی است.

## نماینده تهران در مجلس دهم
در دهمین دوره انتخابات مجلس شورای اسلامی، داوود محمدی، در لیست سی نفرهٔ ائتلاف فراگیر اصلاح طلبان: گام دوم در تهران حضور داشت و توانست با کسب ۱٬۱۲۱٬۰۴۲ رأی، در رتبهٔ بیست و هفتم تهران، وارد مجلس دهم شود.

## سوابق
- نایب رئیس کمیسیون آموزش و تحقیقات مجلس شورای اسلامی
- دبیرکل انجمن اسلامی معلمان کشور[۸]
- رئیس سازمان آموزش و پرورش استان قم[۹]
- مدیرکل سیاسی انتظامی استانداری فارس.[۲]
- معاون آموزشی منطقه ۱۲ تهران
- سرپرست فرمانداری جهرم